# 360-talet f.Kr.

## Händelser
- 366 f.Kr. - I Persiska riket inleder ett antal av kung Artaxerxes II:s satraper ett uppror, i allians med Aten, Sparta och Egypten, vilket varar till 358 f.Kr.

## Födda
- 361 f.Kr. – Agathokles, kung av Sicilien.
- 360 f.Kr. – Lysimachos, kung av Makedonien.

## Avlidna
- 365 f.Kr. - Antisthenes, atensk filosof (född cirka 444 f.Kr.).